# Йохан Филип фон Ламберг (епископ)
Йохан Филип фон Ламберг (на немски: Johann Philipp Kardinal Graf von Lamberg; * 26 ноември 1651, Виена; † 20 октомври или 21 октомври 1712, Регенсбург) е княжески епископ на Пасау, кардинал и дипломат на служба на Хабсбургския император.

## Живот
Произлиза от благородническата фамилия Ламберг от Каринтия и Крайна, която има собствености в Горна Австрия (Щирия). Той е най-малкият син на имперски граф Йохан Максимилиан фон Ламберг (1608 – 1682) и съпругата му графиня Юдит Ребека Елеонора фон Врбна и Фройдентал (1612 – 1690).
Йохан Филип следва философия, право и държавни науки във Виена, Щайр и Пасау. През 1673 г. той е доктор (Doctor iuris utriusque) в университета в Сиена. На 27 март 1663 г. става каноник/домхер в Пасау и на 5 юни 1675 г. каноник в Залцбург. През 1676 г. е императорски дворцов съветник. Като такъв той е пратеник в Дюселдорф, Дрезден, Берлин и Регенсбург. Ламберг участва в Голямата война против турците.
На 24 май 1689 г. Йохан Филип е избран за княжески епископ на Пасау. Той остава предимно политик и дипломат. През 1697 г, той отива като императорски пратеник във Варшава, където подготвя избора на херцог Август Саксонски за крал. На 20 юни 1700 г. той става кардинал.
Йохан Филип фон Ламберг е издигнат 1709 г. на имперски княз на Ламберг (ad personam).